# Thimida
Thimida (łac. Diocesis Thimidensis) – stolica historycznej diecezji w Cesarstwie rzymskim w prowincji Afryka Prokonsularna, sufragania metropolii Kartagina. Współcześnie w Tunezji. Obecnie katolickie biskupstwo tytularne.

## Biskupi tytularni
| Lp. | Biskup               | Funkcja                                      | Od               | Do              |
| --- | -------------------- | -------------------------------------------- | ---------------- | --------------- |
| 1   | Bienvenido Tudtud    | biskup-prałat Marawi (Filipiny)              | 5 lutego 1968    | 26 czerwca 1987 |
| 2   | Benjamin Almoneda    | biskup pomocniczy Daet (Filipiny)            | 19 grudnia 1989  | 7 czerwca 1991  |
| 3   | Patrick Taval        | biskup pomocniczy Rabaul (Papua-Nowa Gwinea) | 22 czerwca 1999  | 6 grudnia 2007  |
| 4   | Victor Gnanapragasam | wikariusz apostolski Quetty (Pakistan)       | 29 kwietnia 2010 | 12 grudnia 2020 |